# セバスティアン・バソング
セバスティアン・アイマール・バソング・エンゲナ（Sébastien Aymar Bassong Nguena, 1986年7月9日 - ）は、フランス・パリ出身の元カメルーン代表サッカー選手。現役時代のポジションはディフェンダー。苗字は「バソン」や「バッソン」とも表記される。

## 来歴

### クラブ

#### 初期
カメルーン出身の両親の下でフランスに生まれたバソングは、ティエリ・アンリ, ニコラ・アネルカ, ウィリアム・ギャラス, ルイ・サハ等を輩出してきたクレールフォンテーヌを卒業後にFCメスの下部組織に入団。2005年にトップチームへ昇格以降、3シーズンの間に公式戦で試合1得点を記録した。

#### ニューカッスル
2008年7月にイングランドのニューカッスル・ユナイテッドFCのトライアルに1週間参加し、ドンカスター・ローヴァーズFCとの親善試合でデビュー。7月30日に移籍金50万ポンドで同クラブに加入した。
8月26日のフットボールリーグカップ・コヴェントリー・シティFC戦でデビューし、アウェーのアーセナルFC戦でホセ・エンリケと交代でリーグデビューを果たした。12月26日のアウェーでのウィガン・アスレティックFC戦で初レッドカードを貰い、2009年5月16日のホームでのフラムFC（0-1）戦で2度目のレッドカードを提示された。このシーズンのチームは18位で2部降格となったが、バソングは30試合に出場し、チームの最優秀選手に選出されるほどの活躍をみせた。

#### トッテナム
ニューカッスル降格に伴い退団の願いを表明したバソングにマンチェスター・シティFC, アーセナル, トッテナム・ホットスパーFCが関心を寄せ、2009年8月6日にメディカルチェックを通過し、移籍金800万ポンドの5年契約でトッテナムへ移籍した。公式戦初出場となったリヴァプールFCとの開幕戦で59分にルカ・モドリッチのFKからヘディングで決勝点を決め、2-1でチームを勝利に導いた。シーズン序盤の7試合に全試合先発出場とすぐさまレギュラーを掴み、最終的にリーグ戦28試合, 全公式戦合わせ38試合1得点を記録。また、マイケル・ドーソンやレドリー・キングとコンビを組み、チーム史上初のUEFAチャンピオンズリーグ出場権獲得に貢献した。2シーズン目は、クラブ史上初となったUEFAチャンピオンズリーグ 2010-11プレーオフ第1戦のBSCヤングボーイズ戦（3-2）で得点を挙げるなど幸先良いスタートを切ったが、ウィリアム・ギャラスの加入やユネス・カブールの好調さもあり出場機会が激減した。
ウルヴァーハンプトン・ワンダラーズへのレンタル
2011-12シーズンになってもCBの5番手という状況は変わらず、2012年1月31日に低迷するウルヴァーハンプトン・ワンダラーズFCにレンタル移籍し、4日後のクイーンズ・パーク・レンジャーズFC戦（2-1）に90分フル出場でデビューをした。しかし、チームの守備を立て直せず、4月22日の第35節・ホームでのマンチェスター・シティ戦（0-2）で降格が決定。最終的にリーグワーストの82失点を喫し最下位で降格となってしまった。

#### ノリッジ
2012年8月21日にニューカッスル時代の恩師クリス・ヒュートン監督が新たに就任したノリッジ・シティFCへ3年契約で完全移籍し、キャロウ・ロードでのクイーンズ・パーク・レンジャーズ戦（1-1）でデビューをした。ノリッジでは、マイケル・ターナーとコンビを組みレギュラーとしてプレー。
ワトフォード
2014年10月8日、ディフェンス陣に故障者が出ていたチャンピオンシップのワトフォードFCに翌年1月までの期限付き移籍をすることが発表された。

#### ピーターバラ
2018年10月25日、ピーターバラ・ユナイテッドFCに1年半契約で加入。

#### ヴォロス
2019年7月24日、ヴォロスNPSに1年契約で移籍。

### 代表
U-20フランス代表として2006年のトゥーロン国際大会に出場し、2007年にU-21フランス代表で2試合出場した。
2009年5月25日に2010 FIFAワールドカップ・アフリカ予選のモロッコ戦へ向けカメルーン代表から初招集された。その時の出場機会はなかったが、8月12日のオーストリアとの親善試合（2-0）でデビューした。トッテナムで同僚のブノワ・アスー＝エコトと共に2010 FIFAワールドカップのメンバーに選出された。

## 代表歴

### 出場大会
- カメルーン代表
  - 2010 FIFAワールドカップ

### 試合数
- 国際Aマッチ 18試合 0得点（2009年-2015年）[16]

| カメルーン代表 | 国際Aマッチ | 国際Aマッチ |
| 年             | 出場        | 得点        |
| -------------- | ----------- | ----------- |
| 2009           | 3           | 0           |
| 2010           | 9           | 0           |
| 2011           | 4           | 0           |
| 2012           | 0           | 0           |
| 2013           | 0           | 0           |
| 2014           | 0           | 0           |
| 2015           | 2           | 0           |
| 通算           | 18          | 0           |